# Konrad Telmann
Ernst Otto Konrad Zitelmann, född den 26 november 1854 i Stettin, död den 24 januari 1897 i Rom, var en tysk författare. 
Han studerade juridik i Berlin, Leipzig och Heidelberg, var åren 1875–1878 sakförare i Greifswald, men lämnade sin post och bosatte sig i Sydeuropa av hälsoskäl, levde till exempel längre tid i Mentone, där han 1891 gifte sig med målaren och författaren Hermine von Preuschen. Som författare skrev han under pseudonymen Konrad Telmann en rad böcker, som är underhållande, men i litterärt avseende allt annat än betydande. 
Längst nådde han i romanen Was ist Wahrheit?. Han debuterade med In Pommern und andere Novellen (2 band, 1874), senare följde Frische Blätter, romanerna Im Frührot, Götter und Götzen, Das Spiel ist aus, Moderne Ideale, Dunkle Existenzen, Vae Victis, fortællingen Trinacria, Bohemiens och Unter römischem Himmel. Också en diktsamling Meereswellen utgav han. Ausgewählte Werke utkom i 8 band 1908.